# Васили
Васѝли (на гръцки: Βασίλι; на турски: Gelincik) е село в Кипър, окръг Фамагуста. Според статистическата служба на Северен Кипър през 2011 г. селото има 496 жители.
Де факто е под контрола на непризнатата Севернокипърска турска република.